# Internight
Internight es un programa de radio que se escucha en la emisora de radio los 40 principales. El programa se emitió de lunes a jueves, entre las diez y doce horas (una hora menos en Canarias) por su director y DJ Tony Aguilar. El equipo estuvo formado además por David del Río en la producción y Lucía Quintela Bosch.

## Tema del programa
Internight es básicamente un programa interactivo, en los que los radioyentes pueden participar a través de su móvil, correo electrónico o llamar directamente a su número de estudio. Cada día se propone un tema en el que los radioyentes opinan, mediante los modos de interacción citados antes. También suele incorporar sorteos, como por ejemplo viajes o consolas.
En ocasiones suelen acudir artistas o grupos musicales de pop para comentar sus discos y cantar en acústico

## En Colombia
Internight en Colombia es dirigido por Jaime Andrés Motta en su primer programa como director, acompañado por David Silva y Rogelio Guzmán. El programa es transmitido de domingo a jueves de 8pm a 1am. En este programa usted puede ver los locutores desde una cámara flotante, desde  la página web oficial de los 40 principales Colombia.
Internight, es un programa de variedad, conducido por Motta y Rogelio Guzmán, en el cual se encuentran varias secciones como "que rico, con la doctora culo rico", "Jodamos al anciano", "Sexy Cam", "El repechaje" además del tema que se tiene a diario.
Internight tiene secciones especiales como el domingo de 8pm a 9pm donde se presenta "Game 40" e "Internight paranormal" que se emite los lunes de 12am a 2am, "Sex and Love" emitido los domingos de 9pm a 12am. estas secciones son presentadas por personas diferentes a los que normalmente presentan Internight.

## En Chile
Internight en Chile es conducido por Rafaella Fornazzari. El programa es transmitido de lunes a viernes en directo de 8:00 p. m. a 11:00 p. m. (hora local de Chile). En este programa se comentan los últimos videos subidos a la red, los últimos paparazzeos, farándula internacional, música e informática.
Con respecto a la música, puedes escuchar desde los últimos sonidos del género de Reguetón hasta producto nacional.

## En Argentina
Internight en Argentina es conducido por Nicolás Barbieri y Juani Martínez. El programa es transmitido en directo, de lunes a jueves de 22:00 a 02:00 y los viernes de 22:00 a 00:00 Archivado el 24 de febrero de 2012 en Wayback Machine.. Cuenta con secciones como el Game 40, los martes a las 23:00 y también Internight Party los viernes. Es un programa donde los conductores pueden charlar por vía telefónica con los oyentes, y cuenta con la programación musical propuesta por la emisora. Pese a no tener mucho contenido, logró índices de popularidad considerables, posicionándose quinto en el porcentaje de audiencia. Además, Se emite por webcam en vivo Archivado el 3 de enero de 2012 en Wayback Machine..